# Žabonosy
Žabonosy är en ort i Tjeckien.   Den ligger i regionen Mellersta Böhmen, i den centrala delen av landet, 40 km öster om huvudstaden Prag. Žabonosy ligger 225 meter över havet och antalet invånare är 208.
Terrängen runt Žabonosy är huvudsakligen platt, men åt sydväst är den kuperad. Runt Žabonosy är det ganska tätbefolkat, med 54 invånare per kvadratkilometer. Närmaste större samhälle är Kolín, 12,4 km öster om Žabonosy. Trakten runt Žabonosy består till största delen av jordbruksmark.